# 卵形线

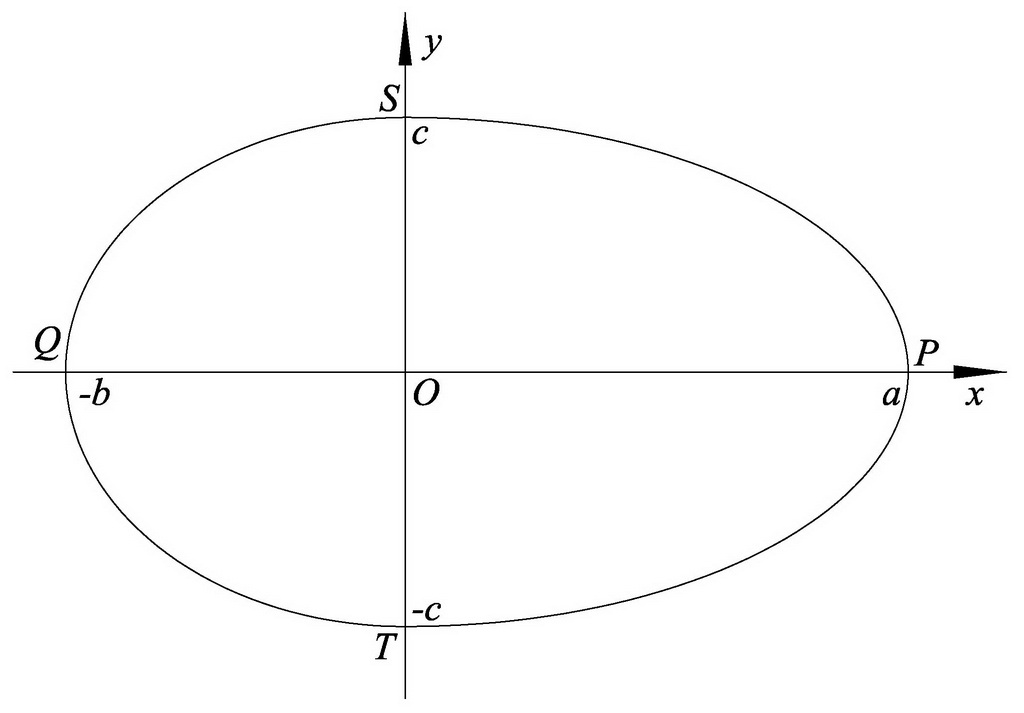
卵形线及其在直角坐标系中示意图

卵形线，是类似于椭圆，但是一头大，一头小，有一条对称轴且光滑封闭的平面曲线。卵形线的对称轴与大、小头的两个交点称为卵形线的大端点和小端点，记为 {\displaystyle Q}、{\displaystyle P}。卵形线上到其对称轴距离最大的两点称为卵形线的对称端点，记为 {\displaystyle S}、{\displaystyle T}。线段 {\displaystyle QP}、{\displaystyle ST} 分别称为卵形线的直径和对称直径．卵形线的直径与对称直径的交点称为卵形线的卵心，记为 {\displaystyle O}，线段 {\displaystyle OP}、{\displaystyle OQ}、{\displaystyle OS}（或{\displaystyle OT}）分别称为卵形线的长半径、短半径、对称半径，其长度分别记为 {\displaystyle a}、{\displaystyle b}、{\displaystyle c}。长半径、短半径、对称半径称为卵形线的三个特征参数。
已知卵形线的长、短、对称半径 {\displaystyle a}、{\displaystyle b}、{\displaystyle c} 这三个特征参数，在平面直角坐标系中，以卵形线的对称轴作为x轴，x轴正向与卵形线小头方向一致，卵形线的卵心作为坐标系原点。以正数 {\displaystyle a}、{\displaystyle b}、{\displaystyle c}（{\displaystyle a>b}）为长、短、对称半径的卵形线，在直角坐标系中示意图如图所示。
三次卵形线方程：
{\displaystyle {\frac {x^{2}}{(a-b)x+ab}}+{\frac {y^{2}}{c^{2}}}=1} 